# Due amiche esplosive
Due amiche esplosive (The Banger Sisters) è un film del 2002 diretto da Bob Dolman.

## Trama
La stagionata groupie Suzette vive ancora seguendo le band e senza una residenza stabile, ma non se la passa troppo bene. Decide quindi di andare a trovare la sua inseparabile amica di un tempo, Lavinia "Vinnie", con la quale aveva condiviso gli anni da groupie al seguito delle più note rock band degli anni sessanta. Lavinia, però, ha ormai un marito ed è diventata una perfetta madre di una famiglia dell'alta borghesia, posata e perbene. L'arrivo della scatenata Suzette dapprima le sconvolge la vita, e poi le fa tornare lo spirito degli anni sessanta. Nel corso delle avventure, Suzette ha anche modo di conoscere il complessato Harry.

## Distribuzione
Il film è stato distribuito nelle sale cinematografiche degli USA a partire dal 20 settembre 2002, mentre in Italia dal 2 maggio 2003.

### Trasmissione internazionale
- Uscita negli  USA: 20 settembre 2002
- Uscita in  Spagna: 31 gennaio 2003
- Uscita nel  Regno Unito: 31 gennaio 2003
- Uscita in  Francia: 29 gennaio 2003
- Uscita in  Germania: 6 febbraio 2003
- Uscita in  Italia: 2 maggio 2003

## Riconoscimenti
- 2003 - Golden Globe
  - Nomination Migliore attrice in un film commedia o musicale a Goldie Hawn
- 2003 - Young Artist Award
  - Miglior attrice giovane non protagonista a Eva Amurri